# کلاوس-دیتر جانک
کلاوس-دیتر جانک (انگلیسی: Klaus-Dieter Jank؛ زادهٔ ۲۳ نوامبر ۱۹۵۲) بازیکن فوتبال اهل آلمان است.
از باشگاه‌هایی که در آن بازی کرده است می‌توان به باشگاه ورزشی وردر برمن، باشگاه ورزشی اشتوتگارتر کیکرز، باشگاه ورزشی پروسیا مونستر، باشگاه فوتبال استاد لاوالوا، و باشگاه فوتبال اشتوتگارت اشاره کرد.